# Тонкая структура

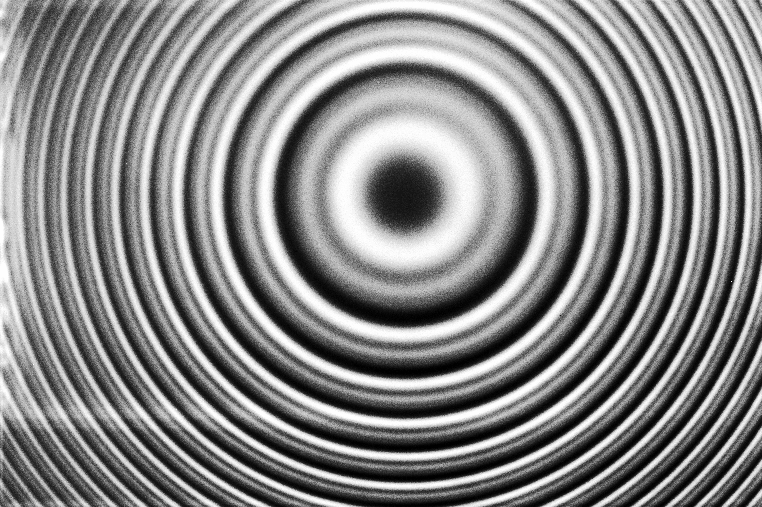
Интерференционная картина, полученная в интерферометре Фабри — Перо от источника света в виде сильно охлаждённого дейтерия и демонстрирующая тонкое расщепление линий.

Тонкая структура (мультиплетное расщепление) — явление в атомной физике, описывающее расщепление спектральных линий (уровней энергии, спектральных терм) атома.
Макроскопическая структура спектральных линий — это число линий и их расположение. Она определяется разницей в энергетических уровнях различных атомных орбиталей. Однако при более детальном исследовании каждая линия проявляет свою детальную тонкую структуру. Эта структура объясняется малыми взаимодействиями, которые немного сдвигают и расщепляют энергетические уровни. Их можно анализировать методами теории возмущений.
Тонкая структура атома водорода на самом деле представляет собой две независимые поправки к боровским энергиям: одна из-за релятивистского движения электрона, а вторая из-за спин-орбитального взаимодействия.

## Релятивистские поправки
В классической теории кинетический член гамильтониана:
{\displaystyle T={\frac {p^{2}}{2m}}}
Однако, учитывая СТО, мы должны использовать релятивистское выражение для кинетической энергии,
{\displaystyle T={\sqrt {p^{2}c^{2}+m^{2}c^{4}}}-mc^{2}}
где первый член — это общая релятивистская энергия, а второй член — это энергия покоя электрона. Раскладывая это в ряд, получаем
{\displaystyle T={\frac {p^{2}}{2m}}-{\frac {p^{4}}{8m^{3}c^{2}}}+\dots }
Отсюда, поправка первого порядка к гамильтониану равна
{\displaystyle H'=-{\frac {p^{4}}{8m^{3}c^{2}}}}
Используя это как возмущение, мы можем вычислить релятивистские энергетические поправки первого порядка.
{\displaystyle E_{n}^{(1)}=\langle \psi ^{0}\vert H'\vert \psi ^{0}\rangle =-{\frac {1}{8m^{3}c^{2}}}\langle \psi ^{0}\vert p^{4}\vert \psi ^{0}\rangle =-{\frac {1}{8m^{3}c^{2}}}\langle \psi ^{0}\vert p^{2}p^{2}\vert \psi ^{0}\rangle }
где {\displaystyle \psi ^{0}} — невозмущённая волновая функция. Вспоминая невозмущённый гамильтониан, мы видим
{\displaystyle H^{0}\vert \psi ^{0}\rangle =E_{n}\vert \psi ^{0}\rangle }
{\displaystyle \left({\frac {p^{2}}{2m}}+U\right)\vert \psi ^{0}\rangle =E_{n}\vert \psi ^{0}\rangle }
{\displaystyle p^{2}\vert \psi ^{0}\rangle =2m(E_{n}-U)\vert \psi ^{0}\rangle }
Далее, мы можем использовать этот результат для вычисления релятивистской поправки:
{\displaystyle E_{n}^{(1)}=-{\frac {1}{8m^{3}c^{2}}}\langle \psi ^{0}\vert p^{2}p^{2}\vert \psi ^{0}\rangle }
{\displaystyle E_{n}^{(1)}=-{\frac {1}{8m^{3}c^{2}}}\langle \psi ^{0}\vert (2m)^{2}(E_{n}-U)^{2}\vert \psi ^{0}\rangle }
{\displaystyle E_{n}^{(1)}=-{\frac {1}{2mc^{2}}}(E_{n}^{2}-2E_{n}\langle U\rangle +\langle U^{2}\rangle )}
Для атома водорода, {\displaystyle U={\frac {e^{2}}{r}}}, {\displaystyle \langle U\rangle ={\frac {e^{2}}{a_{0}n^{2}}}} и {\displaystyle \langle U^{2}\rangle ={\frac {e^{4}}{(l+1/2)n^{3}a_{0}^{2}}}} где {\displaystyle a_{0}} — боровский радиус, {\displaystyle n} — главное квантовое число и {\displaystyle l} — орбитальное квантовое число. Следовательно, релятивистская поправка для атома водорода равна
{\displaystyle E_{n}^{(1)}=-{\frac {1}{2mc^{2}}}\left(E_{n}^{2}-2E_{n}{\frac {e^{2}}{a_{0}n^{2}}}+{\frac {e^{4}}{(l+1/2)n^{3}a_{0}^{2}}}\right)=-{\frac {E_{n}^{2}}{2mc^{2}}}\left({\frac {4n}{l+1/2}}-3\right)}

## Связь спин-орбита
Поправка спин-орбита появляется, когда мы из стандартной системы отсчёта (где электрон облетает вокруг ядра) переходим в систему, где электрон покоится, а ядро облетает вокруг него. В этом случае движущееся ядро представляет собой эффективную петлю с током, которая в свою очередь создаёт магнитное поле. Однако электрон сам по себе имеет магнитный момент из-за спина. Два магнитных вектора, {\displaystyle {\vec {B}}} и {\displaystyle {\vec {\mu }}_{s}} сцепляются вместе так, что появляется определённая энергия, зависящая от их относительной ориентации. Так появляется энергетическая поправка вида
{\displaystyle \Delta E_{SO}=\xi (r){\vec {L}}\cdot {\vec {S}}}

## Спонтанное рождение электронно-позитронных пар
Спонтанное рождение электронно-позитронных пар вблизи электрона приводит к тому, что локализация электрона в атоме в области, меньшей его комптоновской длины волны {\displaystyle \Delta x={\frac {\hbar }{mc}}} невозможна и в результате возникает квадратичная флуктуация положения электрона {\displaystyle \Delta x^{2}}. В результате внутри ядра потенциальная энергия электрона изменяется. Сдвиг энергии составляет: {\displaystyle \Delta E_{ep}=m(Z\alpha )^{4}}, где {\displaystyle m} — масса электрона, {\displaystyle Z} — эффективный заряд ядра, {\displaystyle \alpha } — постоянная тонкой структуры.